# Uziemieni
Uziemieni (ang. Grounded for Life, 2001–2005) – amerykański serial komediowy nadawany przez stacje Fox (2001–2003) i The WB Television Network (2003–2005). W Polsce serial jest nadawany od 3 stycznia 2011 roku na kanale HBO Comedy.

## Opis fabuły
Mieszkający na przedmieściach Nowego Jorku z trójką nastoletnich dzieci małżonkowie Sean (Donal Logue) i Claudia (Megyn Price) Finnerty już dawno zapomnieli, co to znaczy mieć swoje życie. Co więcej, wygląda na to, że mają na nie szlaban! Ich codzienność wypełniona jest nieustanną pracą, opieką nad dziećmi oraz rozwiązywaniem problemów wciąż pakujących się w jakieś tarapaty, brata i ojca Seana.

## Obsada
- Donal Logue jako Sean Finnerty
- Megyn Price jako Claudia Finnerty
- Kevin Corrigan jako Eddie Finnerty
- Lynsey Bartilson jako Lily Finnerty
- Griffin Frazen jako Jimmy Finnerty
- Jake Burbage jako Henry Finnerty
- Richard Riehle jako Walt Finnerty
- Bret Harrison jako Brad O'Keefe